# Ceropegia odorata
Ceropegia odorata là một loài thực vật có hoa trong họ La bố ma. Loài này được Nimmo mô tả khoa học đầu tiên năm 1839.